# نيعان (السدة )
نيعان هي إحدى قرى عزلة وادي الحبالي في مديرية السدة بمحافظة إب اليمنية، تقع فوق هضبة وادي نيعان شرق مدينة السدة، وهي مركزعزلة الحبالي، سميت باسم ملك حميري وفيها آثار ومقابر تاريخية. يتجاوز عدد سكانها 1,500 نسمة، وفي كتّابها درس قائد ثورة 26 سبتمبر علي عبد المغني ومن أشهر أعلامها حسين الكبسي وزير خارجية اليمن الأسبق، وأحد قادة ثورة 1948.